# Ostrov Strelka
Ostrov Strelka (Transliteration von russisch Остров Стрелка Ostrow Strelka, deutsch ‚Pfeilinsel‘) ist eine Insel vor der Ingrid-Christensen-Küste des ostantarktischen Prinzessin-Elisabeth-Lands. Sie liegt am nordwestlichen Ende der Rauer-Inseln.
Russische Wissenschaftler benannten sie.